# Бубрик, Самуил Давидович
Самуил Давидович Бу́брик (1899—1965) — советский кинорежиссёр, специализировавшийся в области документально-биографических фильмов. Лауреат Сталинской премии второй степени (1948). Заслуженный деятель искусств Латвийской ССР (1949).

## Биография
Родился 10 (22 июня) 1899 года в Белостоке (ныне Польша) в семье мещанина Давида Соломоновича (Шлёмовича) Бубрика (1857 — не ранее 1912) и Фрейды (Фани) Вигдоровны Лемберг.
В 1908—1915 годах учился в Белостокском реальном училище. В 1915 году вместе с родителями эвакуирован в Москву. В мае 1917 года окончил Московское коммерческое училище. В том же году поступил на экономическое отделение Московского коммерческого института и в Московское училище живописи, ваяния и зодчества.
С 1920 года работал в Берлине в различных советский организациях Внешторга. 
В 1928—1929 годах учился в научно-исследовательской мастерской Сергея Эйзенштейна при Государственном техникуме кинематографии. С конца 1929 года работал ассистентом режиссёра на кинофабрике «Культурфильм». С 1931 года — режиссёр «Союзкинохроники» (в 1931—1935 годах — режиссёр кинопоезда).
В 1933—1936 годах преподавал на операторском факультете ВГИКа. С 1937 года был режиссёром киножурнала «Советское искусство». С 1938 года снимал в основном историко-биографические фильмы.
С началом Великой Отечественной войны в 1941 году вместе со студией эвакуирован в Куйбышев. Работал режиссёром Куйбышевской студии кинохроники.
В 1942—1943 годах был режиссёром киножурналов «Советское искусство» и «Новости дня».
Умер 16 октября 1965 в Москве. Похоронен на  Донском кладбище, автор надгробия  — художник-архитектор Владимир Либсон.

## Семья
Старший брат — Соломон Давыдович Бубрик (1886—1937), юрист, расстрелян 8 декабря 1937 года по обвинению в шпионаже в пользу Германии и сотрудничестве с гестапо.
Брат — Бубрик Виктор Давидович, сотрудник редакции газеты «Голос Белостока».

## Фильмография
С. Д. Бубрик был автором сценария большинства своих картин.
- 1932 — За качество. совместно (совместно с Я. М. Блиохом)
- 1934 — Товарищ прокурор
- 1935 — Борьба за Киев; Возвращённая жизнь
- 1936 — Доклад Сталина И. В. о проекте Конституции СССР на чрезвычайном VIII Всесоюзном съезде Советов 25 ноября 1936 года
- 1940 — Владимир Маяковский (новая редакция — 1955); Максим Горький (новая редакция — 1958)
- 1940 (1935, 1938, 1939, 1940) — Авиапарады: Москва. Тушино. совместно (совместно с Романом Гиковым, Ириной Сеткиной, Лидией Степановой, Марьяной Фиделевой)
- 1947 — Слава Москве[3]
- 1947 — Всесоюзный парад физкультурников
- 1948 — Виссарион Белинский; Пушкин
- 1949 — Мир победит войну; Праздник песни Советской Латвии
- 1953 — Лев Толстой[4]
- 1954 — Чехов (новая редакция — 1960)
- 1955—1905 год
- 1956 — Достоевский; Бернард Шоу
- 1957 — Здесь жил Ленин
- 1958 — Роберт Бернс
- 1959 — Н. К. Крупская
- 1960 — Вива, Куба!
- 1961 — Рабиндранат Тагор
- 1963 — Герои не умирают[5]
- 1964 — Всесоюзный староста
- 1965 — Через горы времени

## Награды и премии
- Сталинская премия второй степени (1948) — за фильм «Парад физкультурников» (1947)
- заслуженный деятель искусств Латвийской ССР (1949)